# Hans Kienle

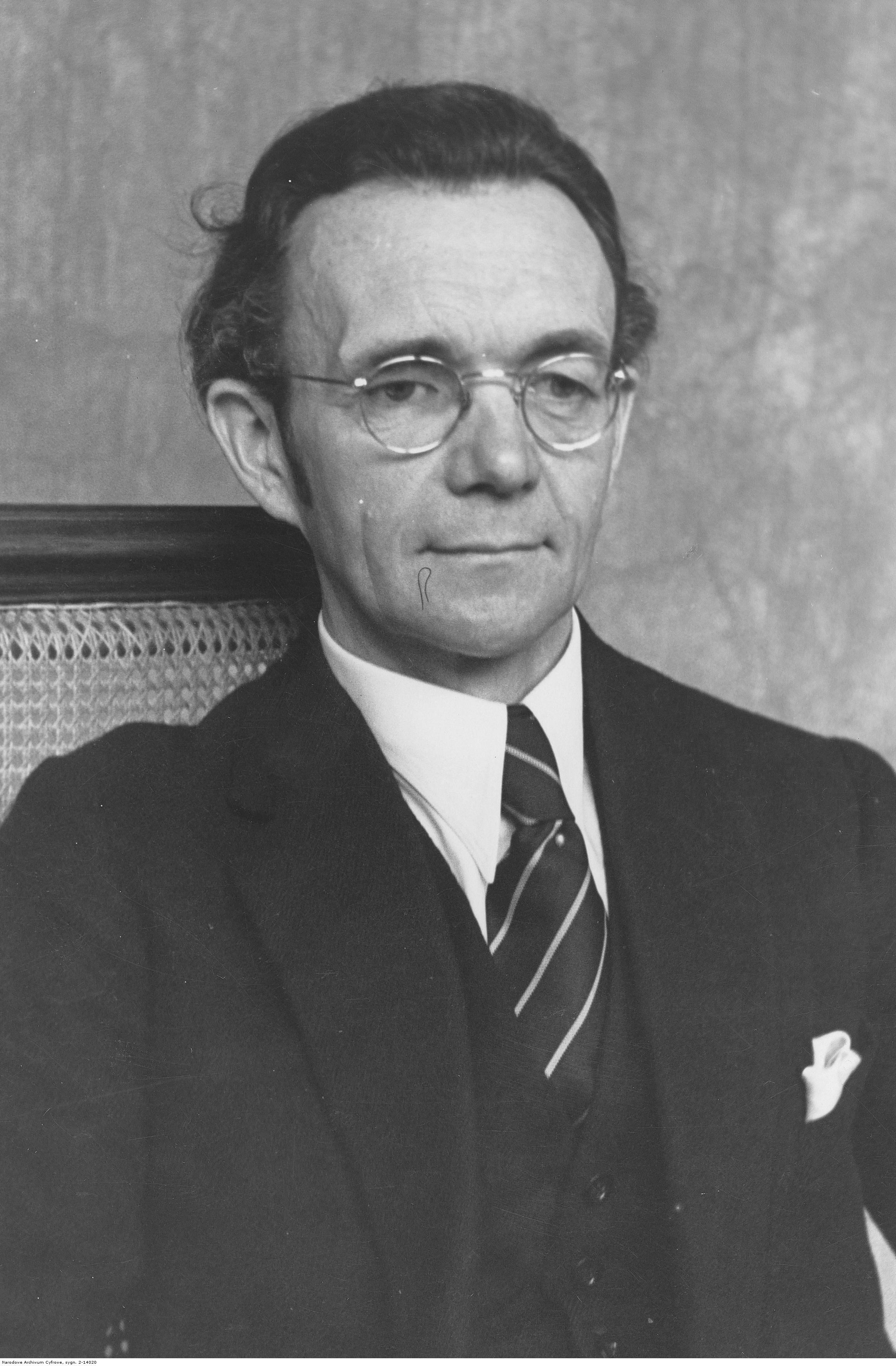
Hans Kienle.

Hans Kienle, mit vollem Namen Johann Georg Kienle (* 22. Oktober 1895 in Kulmbach; † 15. Februar 1975 in Heidelberg), war deutscher Astronom und Astrophysiker.

## Leben
Kienle studierte an der Ludwig-Maximilians-Universität München und promovierte im Jahre 1918 mit der Schrift Untersuchungen über Pendeluhren: mit besonderer Berücksichtigung der beiden luftdichten Riefler-Uhren R 23 und R 33 der Königlichen Sternwarte zu München. 1920 wurde er Privatdozent an der Universität München. 1921 wurde er Observator an der Sternwarte in München. 1924 wurde Kienle Professor für Astrophysik und Astronomie an der Universität Göttingen und zugleich 1925 Direktor der Sternwarte Göttingen. 1930 berief man ihn zum Präsidenten der Heidelberger Akademie der Wissenschaften. Im selben Jahr wurde er zum auswärtigen Mitglied der Göttinger Akademie der Wissenschaften gewählt. Im November 1933 unterzeichnete er das Bekenntnis der deutschen Professoren zu Adolf Hitler.
1939 wurde er Direktor des Astrophysikalischen Observatoriums in Potsdam und Professor für Astrophysik und Astronomie an der Universität Berlin. Dort begann er mit den Vorarbeiten zu einem großen Schmidt-Teleskop nach konstruktiven Vorarbeiten von Karl Schwarzschild, das jedoch erst am 19. Oktober 1960 als 2-m-Schmidt-Spiegelteleskop – das größte seiner Art in der Welt – gebaut wurde. Das Teleskop steht in der heutigen Thüringer Landessternwarte (TLS) Karl-Schwarzschild-Observatorium und ist heute noch in vollem Einsatz. Im Jahr 1943 wurde Kienle zum Mitglied der Leopoldina gewählt.
Von 1947 bis 1951 gab Hans Kienle Band 275 bis 279 der Astronomischen Nachrichten heraus, während Johann Wempe als Schriftleiter fungierte. 1951 übernahm Wempe die Herausgabe, die er ab Band 280 22 Jahre lang beibehielt.
1950 wurde Kienle Professor für Astrophysik und Astronomie an der Universität Heidelberg und Direktor der Landessternwarte Heidelberg-Königstuhl.
Ab 1. November 1965 hielt er eine Professur an der Ege Üniversitesi im türkischen Izmir.
Der Asteroid (1759) Kienle ist nach ihm benannt.

## Schüler
Die folgenden Astronomen und Astrophysiker gehören zu den Schülern von Hans Kienle:
- Fritz Hinderer (1912–1991)
- Hans Strassl (1907–1996)
- Johann Wempe (1906–1980)

## Zitate
... Ich habe auf eine geringe Vermutung eine gefährliche Reise gewagt und erblicke schon die Vorgebirge neuer Länder ...

## Werke
- Vom Wesen astronomischer Forschung. Aufsätze und Vorträge. Aufbau-Verlag, Berlin 1948